# Анаперні
Анаперні (Chordeilinae) — підродина дрімлюгоподібних птахів родини дрімлюгових (Caprimulgidae). Включає 3 роди і 10 видів. Представники підродини поширені в Америці.

## Опис
Анаперні — птахи середнього розміру з довгими краями. короткими лапами і дуже короткими дзьобами. Вони живляться комахами, яких ловлять в польоті, гніздяться на землі. Анапаерні загалом є схожими на дрімлюжиних, однак мають більш короткі дзьоби і менш м'яке оперення. Крім того, вони ведуть переважно присмерковий, а не нічний спосіб життя

## Роди
- Анаперо (Chordeiles) — 6 видів
- Анаперо-довгокрил (Lurocalis) — 2 види
- Смугастохвостий анаперо (Nyctiprogne) — 2 види